# Municipio de Sharon (condado de Franklin)
El municipio de Sharon (en inglés: Sharon Township) es un municipio ubicado en el condado de Franklin en el estado estadounidense de Ohio. En el año 2010 tenía una población de 15969 habitantes y una densidad poblacional de 689,75 personas por km².

## Geografía
El municipio de Sharon se encuentra ubicado en las coordenadas 40°6′3″N 83°0′48″O / 40.10083, -83.01333. Según la Oficina del Censo de los Estados Unidos, el municipio tiene una superficie total de 23.15 km², de la cual 22.76 km² corresponden a tierra firme y (1.71%) 0.4 km² es agua.

## Demografía
Según el censo de 2010, había 15969 personas residiendo en el municipio de Sharon. La densidad de población era de 689,75 hab./km². De los 15969 habitantes, el municipio de Sharon estaba compuesto por el 92.94% blancos, el 2.37% eran afroamericanos, el 0.05% eran amerindios, el 2.29% eran asiáticos, el 0.04% eran isleños del Pacífico, el 0.42% eran de otras razas y el 1.88% pertenecían a dos o más razas. Del total de la población el 1.67% eran hispanos o latinos de cualquier raza.